# Stefano Buffagni
Stefano Buffagni (Milano, 6 settembre 1983) è un politico italiano, deputato alla Camera per il Movimento 5 Stelle dal 2018 al 2022.
È stato sottosegretario di Stato alla Presidenza del Consiglio dei ministri al Ministero per gli affari regionali e le autonomie nel primo governo Conte e viceministro dello sviluppo economico nel secondo governo Conte.

## Biografia
Nato a Milano il 6 settembre 1983, figlio di un dirigente d'azienda nel settore sanitario e di una agente di viaggio, cresce a Bresso e si diploma in perito elettronico e delle telecomunicazioni, per poi successivamente laurearsi in Economia e management per l'impresa all'Università Cattolica del Sacro Cuore di Milano.
Ha svolto l'attività lavorativa di commercialista in uno studio, diventandone socio, per poi lasciarne le quote a novembre 2019 per mandato di Governo.

### Consigliere regionale
Diventato attivista del Movimento 5 Stelle (M5S) nel 2010, si candida alle elezioni regionali in Lombardia del 2013, nella mozione di Silvana Carcano, venendo eletto il 27 marzo 2013 nel collegio di Milano in consiglio regionale della Lombardia, restando in carica fino alla fine della legislatura, a marzo 2018.
Componente dell'ufficio di presidenza della I commissione programmazione e bilancio, si occupa in particolare delle società partecipate della Regione per sviluppare una politica di razionalizzazione; è stato anche membro della commissione IV attività produttive e occupazione, commercio e turismo.
Nel 2017 è stato tra i promotori del referendum consultivo in Lombardia sull'autonomia.

### Deputato alla Camera
Alle elezioni politiche del 4 marzo 2018 viene candidato nel collegio uninominale di Milano-Sesto San Giovanni alla Camera dei deputati, per il Movimento 5 Stelle, ma ottiene il 24,11% dei voti e giunge dietro al candidato del centro-destra, in quota Forza Italia, Guido Della Frera (37,76%). Viene comunque rieletto deputato in virtù della candidatura nelle liste proporzionali del partito, dove partecipa ai lavori della commissione speciale in attesa della formazione delle commissioni permanenti.
In seguito alla nascita del governo Conte I tra il Movimento 5 Stelle e la Lega, il 13 giugno 2018 è stato nominato sottosegretario di Stato alla presidenza del Consiglio dei ministri con delega agli affari regionali e autonomie del Governo Conte I.
Durante il primo governo Conte, viene considerato il grillino più potente di Palazzo Chigi, spregiudicato se serve, prudente di istinto, cinico, veloce nel decidere. Si è occupato, per il Movimento 5 Stelle, di nomine delle partecipate di Stato e delle autorità indipendenti.
Con l'insediamento del governo Conte II tra Partito Democratico, Movimento 5 Stelle e LeU, il 16 settembre 2019 viene nominato dal Consiglio dei Ministri viceministro dello Sviluppo Economico, dove si è occupato di politica industriale, della Banca del Mezzogiorno – Mediocredito Centrale, del Fondo Centrale di Garanzia e del Servizio Postale Universale.
È estensore dell’erogazione di più di 230 miliardi alle imprese italiane durante il periodo Covid con il Decreto Liquidità tramite il Fondo Centrale di Garanzia che ha permesso alle imprese di affrontare periodo di lockdown.
Ha scritto la Strategia Nazionale Idrogeno nella quale i principali obiettivi (della «National hydrogen strategy preliminary guidance») sono: una penetrazione dell’idrogeno sui consumi nazionali di energia del 2% al 2030, con prospettiva 20% al 2050; 5 Gigawatt di elettrolizzatori installati sempre al 2030; investimenti per 10 miliardi di euro suddivisi fifty-fifty con il settore privato; un impatto sull’occupazione di 200mila addetti diretti e indiretti e sul Pil di 27 miliardi addizionali (1,5 punti, ai valori 2019).
È stato Presidente del Comitato di indirizzo strategico del Fondo per il contrasto della povertà educativa infantile, destinato al sostegno di interventi sperimentali finalizzati a rimuovere gli ostacoli di natura economica, sociale e culturale che impediscono la piena fruizione dei processi educativi da parte dei minori.
Considerato molto vicino all'ex capo politico del Movimento 5 Stelle Luigi Di Maio, l'11 dicembre 2021 diventa coordinatore del Comitato per l’Economia e finanza del Movimento 5 Stelle.

## Vita privata
Appassionato di sport, in particolare basket e calcio, tifoso dell’Inter, è sposato dal 2014 ed ha un figlio: Gabriele.